# Каведяєв Олександр Сергійович
Олександр Сергійович Каведяєв (нар. 10 березня 2001) — український футболіст, півзахисник «Миколаєва», який також виступає за «Миколаїв-2».

## Життєпис
Вихованець запорізького «Металурга», у складі якого з 2011 по 2020 рік виступав в обласних дитячих змаганнях та ДЮФЛУ. У сезоні 2018/19 років виступав за «Металург» в юнацькому чемпіонаті України, де зіграв 16 матчів (1 гол).
Напередодні старту сезону 2020/21 років перейшов до «Миколаєва». У професіональному футболі дебютував за «Миколаїв-2» 6 вересня 2020 року в програному (1:2) домашньому поєдинку 1-го туру групи «Б» Другої ліги проти новокаховської «Енергії». Олександр вийшов на поле в стартовому складі, а на 72-й хвилині його замінив Тимофій Хуссін.